# Хакея Виктория
Хакея Виктория (лат. Hakea victoria) — кустарник, вид рода Хакея (Hakea) семейства Протейные (Proteaceae). Произрастает в Западной Австралии. Растение особенно известно своей декоративной листвой. Цветёт с июня по октябрь.

## Ботаническое описание
Hakea victoria — прямостоячий кустарник, достигающий 1–3 м в высоту и 1 м в ширину с небольшим количеством ветвей и не образующий лигнотубера. Листья с отчётливыми жилками на верхней и нижней сторонах, длиной 4,0–11,5 см и шириной 4,0–13 мм. Листья грубые и кожистые, край волнистый с колючими зубцами, которые заканчиваются острым кончиком. Нижние листья зелёные и узкие, верхние листья широкие, вогнутые, более или менее круглые, у основания жёлтые, переходящие на вершине в зелёные. Соцветие представляет собой скопление из 26-42 маленьких кремово-белых, красных или розовых цветков в пазухах листьев, которые почти скрыты листьями. Гладкая цветоножка имеет длину 6–11 мм, пестик длиной 33–37 мм и околоцветник кремового цвета. Цветение наступает с июня по октябрь. Плоды имеют длину около 25 мм и ширину от 15 до 20 мм.

## Таксономия
Типовой образец Hakea victoria был собран шотландско-австралийским ботаником Джеймсом Друммондом недалеко от горы Уэст-Моунт-Баррен (расположенной в местности, которая сейчас входит в Национальный парк Фицджералд-Ривер) и впервые был описан им в 1847 году в газете «Inquirer». Вид назван в честь королевы Виктории английским натуралистом Джоном Гилбертом.

## Распространение и местообитание
Вид растёт на кварцитовом или латеритовом песке, в основном в скалистых местах в прибрежной зоне между Албани и Эсперансом, в том числе в национальном парке Фицджералд-Ривер.

## Культивирование
Вид требует хорошо дренированной почвы и полного солннца. Устойчиво к умеренным морозам. Растение не подходит для влажных условий: даже если оно выживает, цвет листвы теряет свою декоративность. Легко размножается семенами, но плохо — черенками.